# American Behavioral Scientist
Le American Behavioral Scientist est une revue académique évaluée par les pairs et spécialisée dans le domaine des sciences sociales et comportementales. Fondée en 1957, elle est actuellement publiée par SAGE Publications et son éditeur en chef est Laura Lawrie.
La revue est résumée et indexée par Scopus ainsi que le Social Sciences Citation Index. Selon le Journal Citation Reports, son facteur d'impact est de 1.766 (2014), ce qui l'amène au 45e rang des 89 revues de la catégorie Social Sciences, Interdisciplinary et au 88e rang des 109 revues de la catégorie Psychology, Clinical.